# 존 던
존 던(영어: John Donne, 1572년 1월 24일에서 6월 19일 사이~1631년 3월 31일)은 성공회 사제이자 시인이다. 로마 가톨릭 가정에서 태어나 영국 성공회로 전향할 때까지 종교적 박해를 경험했다. 높은 교양과 뛰어난 시적 재능에도 오랫동안 빈곤 속에 살아 부유한 친구들에게 의지할 수밖에 없었다. 1615년에 성공회 성직자가 되었고, 1621년에 세인트폴 대성당의 수석 사제로 임명되었다. 그런 배경이 존 던의 문학 작품(초기의 연애시와 풍자시에서 말년의 종교적 설법에 이르기까지)에 반영되어 있다. 대담한 위트와 복잡한 언어를 구사하고, 연애시, 종교시를 썼다. 형이상학파 시인의 선구자로 여겨진다. 대표작에 《벼룩》, 《일출》과 같은 노래, 《성스러운 소네트 10번》 같은 소네트, 《관》이라는 종교시가 있다. T. S. 엘리엇 등에 영향을 주었고, 헤밍웨이의 《누구를 위해 종은 울리나》(For Whom the Bell Tolls)의 제목은 존 던의 설교시 중 한 구절에서 따온 것이다.

## 생애

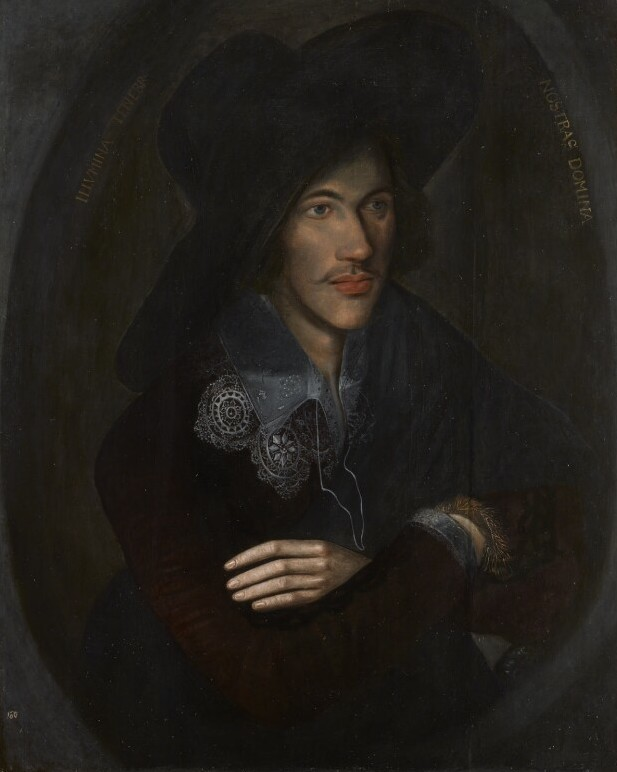
젊은 날의 존 던의 초상, 1595년

존 던은 1572년 런던에서 여섯 형제 중 셋째로 태어났다. 가톨릭 교도였던 부친은 런던에서 철물점 관리인을 했으며 웨일즈계로 이름은 아들과 똑같은 존 던이다. 부친이 1576년에 죽자 모친 엘리자베스 헤이우드가 아이들을 가르쳐야 했다. 엘리자베스는 극작가 존 헤이우드(John Heywood)의 딸로, 형제로는 번역가이자 예수회 장로인 재스퍼 헤이우드(Jasper Heywood)가 있다. 유명한 로마 가톨릭 순교자 토마스 모어의 여동생의 손자이기도 하다. 그래서 가까운 사람들이 순교의 전통을 이어가고 있었고, 많은 사람이 종교적 이유로 추방되었다. 그런데도 던은 예수회 교육을 받는다. 엘리자베스는 남편이 죽은 지 2~3개월 후에 유복한 홀아비로 아이 13명을 둔 존 시밍스와 재혼했다. 다음 해인 1577년, 어머니와 이름이 같았던 던의 여동생 엘리자베스가 죽었고, 다른 두 자매 메리와 캐서린도 1581년에 죽었다. 던이 10세가 되기 전에 가족 네 명의 죽음을 경험한 것이다.
1584년 존 던은 11세의 나이로 옥스퍼드 대학교의 하트 홀(현 하트포드 대학)에 입학해 공부했다. 그곳에서 3년간 공부한 후 던은 1587년 케임브리지 대학교의 트리니티 칼리지로 전학했다. 그러나 졸업에 필요한 "충성의 맹세 (Oath of Supremacy)"을 거부했기 때문에 학위를 얻지 못했다.
1590년 성공회 신자가 되었으며, 1591년, 던은 런던의 법률 학교 중 하나인 세이뷔스인에 들어갔다. 1592년에는 다른 법률학교인 린컨즈인으로 옮겼다. 1593년, 동생 헨리가 로마 가톨릭 성직자를 숨긴 죄로 체포되었다. 헨리는 옥중에서 페스트에 걸려 죽고, 존 던은 가톨릭 신앙에 의문을 품기 시작했다.
존 던은 재학 전후로 여성, 문학, 레크리에이션, 여행에 많은 시간을 쓴다. 던이 어디를 여행했는가는 자세한 기록은 남아 있지 않지만, 전하는 말에 따르면 로버트 데베로(Robert Devereux, 2nd Earl of Essex)와 월터 롤리(Sir Walter Raleigh)와 함께 카디스(1596년) 및 아조레스 제도(1597년)에서 스페인군과 싸웠다. 이때 던은 스페인 기함 산펠리페가 승무원과 함께 침몰하는 현장을 목격했다. 1640년 던의 전기를 쓴 아이작 월튼에 의하면, “던는 몇 년 동안 잉글랜드로 돌아오지 않았다. 처음엔 이탈리아, 그다음엔 스페인에 머물렀다. 거기서 그는 그 나라 정부의 법과 관습을 유익하게 관찰하였다. 그리고 그 나라 말을 완전하게 습득하고 나서 귀국했다.”

### 앤 모어와의 결혼
이렇게 해서 던은 25세가 될 때까지 외교관 예비 경력을 쌓았다. 돌아와서 국새 담담관 토마스 에저톤(Thomas Egerton, 1st Viscount Brackley)의 제1비서로 임명되어 잉글랜드 사교계의 중심인 화이트홀 궁전에 가까운 에저톤의 런던 저택 요크 하우스(York House, Strand)에서 살았다. 거기서 4년간 일하는 동안, 던은 에저톤의 17세 질녀(14세, 16세라고 하는 설도 있다) 앤 모어와 사랑에 빠졌다. 1601년 둘은 앤의 아버지로 런던탑 장관 대리였던 조지 모어와 애저톤의 반대를 무릅쓰고 몰래 결혼했다. 이 일로 던의 경력은 엉망이 되었을 뿐 아니라, 둘을 결혼시킨 성공회 사제, 결혼식 입회인을 연기한 친구도 플리트 감옥(Fleet Prison)에 잠시 투옥되었다. 결혼이 합법적이라고 인정받아 석방되었지만, 월튼에 의하면 던은 아내 앞으로 보낸 편지에서, "John Donne, Anne Donne, Un-done(존 던, 앤 던, 안 끝났어요!)"라고 썼다 한다. 던이 장인과 화해하고 지참금을 받은 것은 1609년이었다.

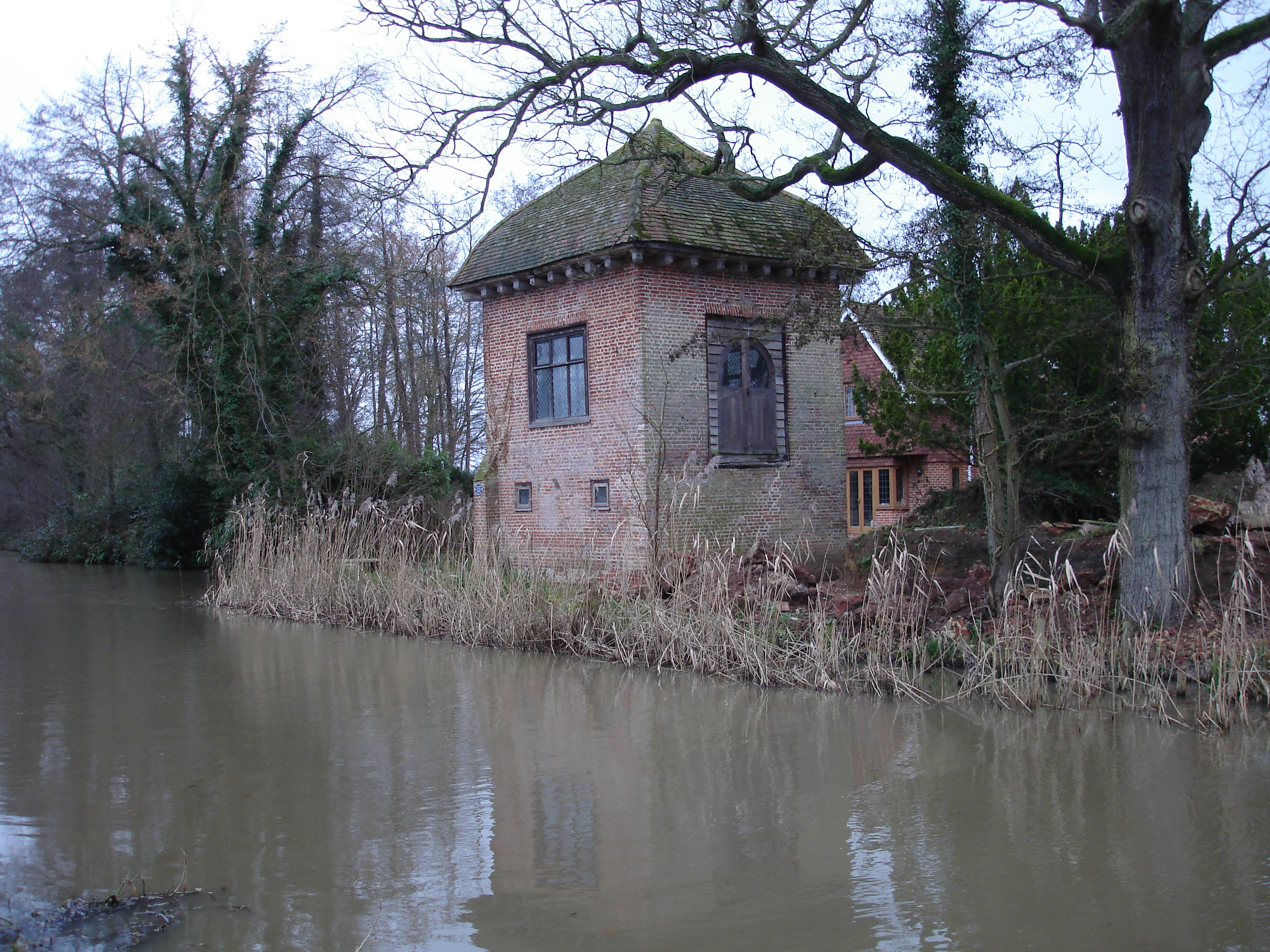
존 던의 파포드 집 일부

석방 후, 던은 파포드(Pyrford)라는 시골에서 생활할 수 밖에 없었다. 이후 2~3년 동안 던은 변호사로 가난하게 생활 하며, 아내의 사촌형제인 서 프랜시스에게 신세를 졌다. 앤 던은 거의 매년 아이를 출산했으므로, 사촌의 호의는 매우 후한 것이었다.

### 사별
던은 변호사 외에도 토마스 모튼(Thomas Morton)의 소논문 집필자 조수도 겸했으나, 가족이 늘어서 생활은 항상 불안정했다. 앤과 사이에 16년 동안 12명의 아이를 낳았지만 그중 두 명은 사산했다. 그의 딸 프랜시스와 메리는 10세가 되기 전에 죽었지만, 던은 장례비를 마련할 수 없었다. 1607년경 던은 자살의 죄라는 전통적 입장을 비판한 야심작 『자살론(Biathanatos)』를 썼지만 출판되지 않았고, 그의 사후인 1648년 아들의 손으로 출판되었다.

이 책에서 던은 자살한 사람이 왜 자살을 했는가, 그가 자살에 이른 원인을 알기 위해 우리는 노력해야 하며, 잘못되고 무자비한 해석을 하지 않도록 자사의 죄성을 논의하고 면밀하게 검토해야만 할 필요가 있다고 과감하게 이야기한다.
자살에 관해 종종 명상할 때마다, 나는 자살이라는 행위에 관해 자애(自愛)를 품고 해석하게 되었고, 또 자살자를 냉엄하게 판단하는 이유는 무엇인가, 그 이유를 조사해 논의하고 싶다는 생각이 들었다. 타자의 타락(자살)을 안다 할지라도 그 내면의 갈등에 대해서 알지 못하는 과오를 범해서, 잘못되고 무자비한 해석을 하지 않기 위해.
이 책에서 그는 자살이 죄라는 전통적 주장을 일일이 반박하면서, 자연 본성이라는 관점에서 볼 때 인간에게는 죽음을 향한 갈망이 자연적으로 내재되어 있고, 법적 관점에서도 반드시 자사가 자연에 반한다고 단정 지을 수만은 없다고 말한다. 던이 이 책을 쓰게 된 데는 나빠진 건강, 변변찮은 수입, 병든 부인과 자식 등 당시의 어둡고 암담한 생활이 영향을 끼친 듯하다. 결국, 그의 아내 앤은 1617년 8월 15일 12번째 아이를 출산한 지 닷새 만에 사망했다. 그는 깊이 슬퍼했으며, 이때 열일곱 번째 소네트를 썼다. 이후 그는 재혼 하지 못했으며, 이것은 당시로서는 꽤 특이한 일이었다.

### 초기 시의 특징
던의 초기 시는 영국 사교계에 대한 날카로운 비판을 담고 있었다. 법 체계의 타락, 이류 시인, 오만한 대신들 같은 엘리자베스 시대의 일반적 사건을 주제로 한 던의 풍자시는 지적 세련미와 부정적 이미지(병, 구토, 거름, 전염병)를 다루고 있다. 그중에서도 '풍자시 III'는 던에게 매우 중요한 주제, 즉 진정한 종교 문제를 다루고 있다. 던은 기존 전통에 맹목적으로 따르기보다 인간의 신앙을 신중히 검토해야 한다, 심판의 날에는 누구도 구원을 받지 못한다고 주장했다.
던의 초기 시는 에로틱한 표현으로도 유명하다. 예를 들어, 엘레지에서 그는 비관습적 은유를 사용했다. 대표작 ‘벼룩(The Flea)’의 한 구절에는 두 연인을 무는 벼룩이 등장하는데, 이는 성교에 비유된다. 엘레지 19번 〈잠든 애인에게〉(To His Mistress Going to Bed)에서는 그는 시적으로 연인의 옷을 벗기는데, 이것은 아메리카 대륙의 탐사를 애무 행위로 비유한 것이다.

## 경력과 후반기 삶

### 후원자
1602년, 결혼 1년 만에 던은 헌법 기관인 브랙클리 의원으로 선출되었지만, 유급직이 아니어서 가족을 부양하는데 애를 먹었다. 결국 그는 부유한 친구들에게 의지할 수 밖에 없었다. 당시 유행하는 동인시는 그에게 후원자를 찾을 기회를 제공했으며, 이 시기에 그의 부유한 친구나 후원자를 위해 많은 시를 썼다. 그중 1610년 주요 후원자였던 ‘로버트 드루리 경’도 있었다. 존 던이 그를 위해 쓴 두 축시가 1611년에 쓴 「세상의 해부(An Anatomy of the World)」, 1612년에 쓴 「진보하는 영혼의(Of the Progress of the Soul)」이다.

### 제임스 1세와 만남
던이 가톨릭을 떠난 진짜 이유는 확실하지 않다. 다만 영국 왕 제임스 1세와 관련이 있었던 것은 확실하다. 1610년과 1611년 그는 가톨릭에 반대하는 두 편의 논설, 《사이비 순교자》(Pseudo - Martyr)와 《이그나티우스의 비밀 회의》(Ignatius his Conclave)를 썼다. 제임스 1세가 이 작품을 기뻐하여 입조를 권유했지만, 존 던은 그 제안을 거절하고 성직자의 길을 택한다.

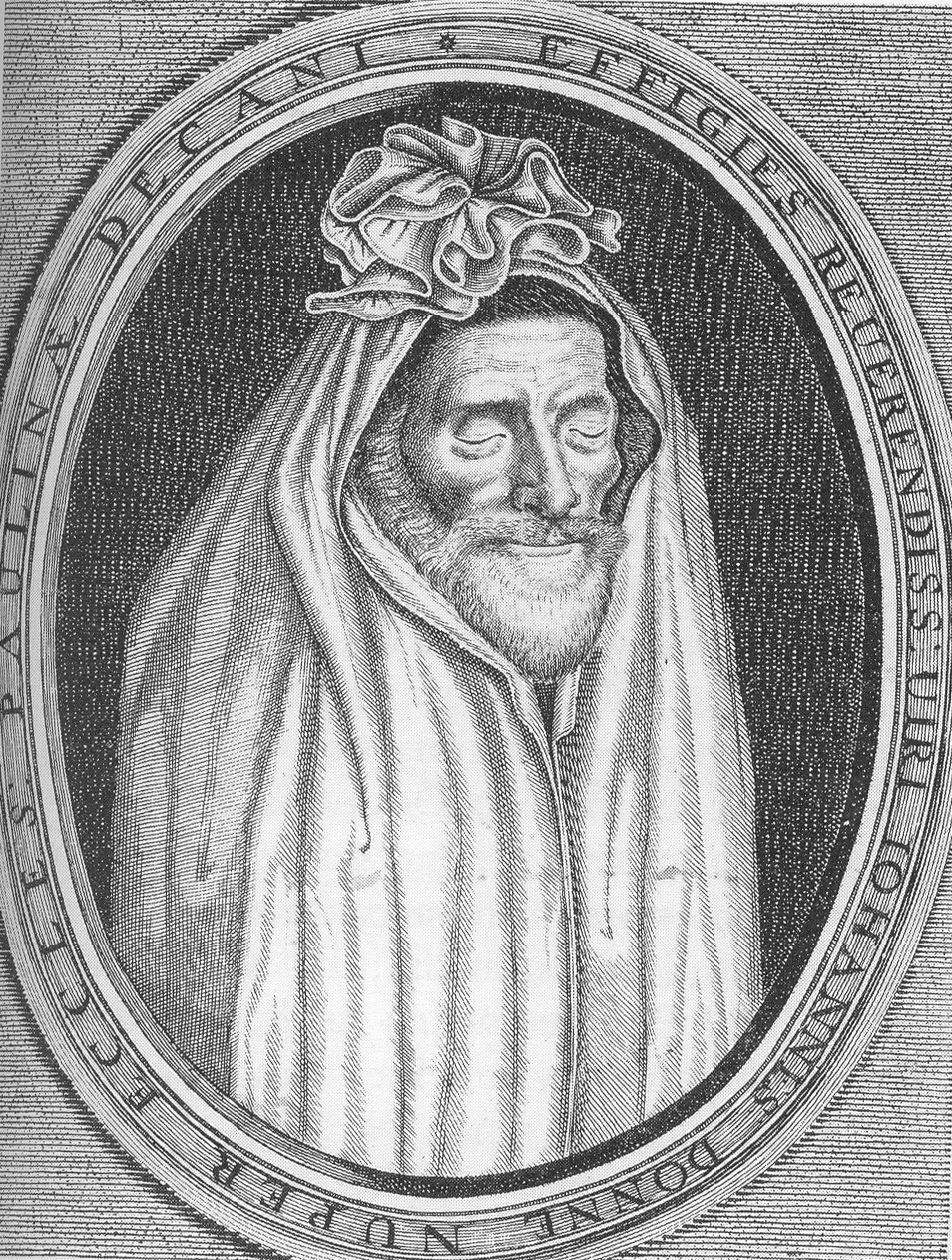
죽기 2~3개월 전 묵시 기도 때 그린 초상화이다. 그는 부할의 때를 위해 이 초상화를 의뢰했다. 그는 덧없는 인생의 유품으로 이 초상화를 벽에 걸었다.

### 성공회 사제
존 던은 처음에는 성직자가 가치가 없다고 느끼고, 마음이 내키지 않았지만, 결국 제임스 1세의 요청을 받아, 1615년 영국 성공회 신부가 된다. 1615년 말, 던은 왕실 예배당 사제(Ecclesiastical Household)가 되었고, 1616년에는 린컨인(Lincoln's Inn) 법률 학교의 신학 교수(Reader of Divinity)가 되었고, 1618년에는 케임브리지 대학에서 신학 박사 학위를 받았다. 1618년 말 제임스 헤이 자작을 따라 독일로 가서 1620년에 귀국을 했다. 1621년, 던은 영국 성공회 교회인 세인트폴 대성당의 수석 사제가 되었고, 1631년 사망할 때까지 그 지위에 있었다. 던이 수석 사제로 일하던 시기에 딸 루시가 18세의 어린 나이에 죽었다. 1623년 11월 말에서 12월 초에는 장티푸스나 감기 합병증으로 생각되는 중병에 걸려 7일 동안 지속되는 고열로 죽을 뻔하기도 했다. 회복 때까지 던은 건강, 고통, 질병에 대한 명상록과 기도문을 썼고, 그것은 1624년에 《갑자기 발생하는 사태에 대한 묵상》 (Devotions upon Emergent Occasions)이라는 제목으로 출판되었다. 이후 헤밍웨이의 같은 이름의 소설로 널리 알려지는 "누구를 위하여 종은 울리나(for whom the bell tolls)"라는 구절은 이 책에 실린 "아무도 섬이 아니다"(no man is an island)라는 글에서 나온 말이다.
1624년 던은 세인트 던스탄인더웨스트(St Dunstan-in-the-West) 교회의 교구 사제가 되었고, 1625년에는 찰스 1세를 위한 왕실 예배당 사제가 된다. 던은 깊은 감동을 주는 웅변적 설교자로 명성을 얻었고, 설교 160편이 지금도 남아 있다. 그중에는 1631년 2월에 화이트홀 궁전의 찰스 1세 앞에서 설교한 《죽음의 결투》(Death＇s Duel)가 있다. 1631년 3월 31일, 던은 위암으로 사망하면서 생전엔 출판하지 않았던 엄청난 시를 남겼다. 던은 세인트폴 대성당에 매장되었다. 던이 만들었다고 생각되는 라틴어 에피그라프와 함께, 성 카타비라에 둘러싸인 기념상이 만들어졌다. 이 상은 1666년 런던 대화재 때에도, 타지 않고 무사히 남았다.

## 후기 시
| “ | ... any mans death diminishes me, because I am involved in Mankinde; And therefore never send to know for whom the bell tolls; It tolls for thee.-- Devotions Upon Emergent Occasions (1624) 어떤 사람의 죽음도 나를 위축시킨다, 나 역시 인류에 속하기에. 그러니 누구를 위해 종이 울리느냐고 알려 하지 마라. 그 종은 바로 당신을 위해 울리는 것이니. | ” |

질병, 경제적 빈곤, 친구들의 죽음이 존 던의 후기 시에 나타나는 음산하고 경건한 어조에 영향을 주었다. 그러한 변화는 던의 든든한 후원자였던 로버트 드루리 경의 딸 엘리자베스 드루리를 기념하는 시 《세상의 해부》(An Anatomy of the World, 1611년)에 잘 드러나 있다. 이 시에서 그는 엘리자베스의 죽음을 인간의 타락과 우주 붕괴의 상징으로 사용하면서, 그녀의 죽음을 슬퍼하고 있다.
《가장 짧은 날을 산 성 루시의 삶에 대한 야상곡》(A Nocturnal upon S. Lucy’s Day, being the shortest day)에서는 사랑하는 사람을 잃은 던의 절망을 노래한다. 그 시에서 던은 “나는 죽거나 없는, 또는 암흑, 죽음에서 소생한 모든 무생물이다.”라는 말로 절망을 표현했다. 이 유명한 구절은 1627년 던의 친구인 루시(베드포드 백작 부인)와 그녀의 딸 루시 두 사람이 죽었을 때 쓰인 것 같다. 흥미로운 것은 3년 후 1630년, 성 루시의 날 (12월 13일)에 자기 유언을 쓴 것이다.

### 종교 시인
던의 우울한 톤이 높아진 것은 비슷한 시기에 쓰기 시작한 종교 작품에서도 엿볼 수 있다. 회의론적이었던 던의 초기 믿음은 이 시기에 성서가 가르쳐 온 전통적이면서, 확고한 신앙으로 바뀌었다. 가톨릭에서 성공회로 전향했던 던은 종교 문학 활동에 전념했다. 던은 순식간에 마음 깊이 파고드는 설교와 종교시로 큰 명성을 떨쳤다.
죽음을 향해가고 있음을 느낀 던은 죽음에 도전하는 시를 썼다. 그것은 죽은 사람은 영생을 위해 천국에 간다는 믿음에 근거한 것이다. “죽음아, 오만해 하지 마라》(Death, be not proud)”라는 구절로 알려진 「소네트 10번」은 그 한 예이다. 1631년 사순절 기간 동안 죽음에 가까이 있었던 때도, 던은 병상에서 일어나 《죽음의 결투》를 설교했고, 이는 나중에 그의 장례식 설교에 사용되었다. 《죽음의 결투》는 인생을 고통과 죽음으로 향하도록 결정하는 하느님 그리스도의 부활을 받아들이는 것을 통해 구원과 불사 속에 희망을 찾는 것이다.
그는 설교할 때 아타나시우스 대주교 등 초대교회 교부들의 성서 연구 성과들을 소개하되 성서를 많이 인용하였다. 저서로는 《긴급한 상황의 신앙》(Devotions upon Emergent Occasions)(1623년), 《노래와 소네트집》(Song and Sonnets)(1633년) 등이 있다.

## 시풍
17세기에 들어 존 던은 전혀 닮은 곳이 없는 두 개념을 하나로 결합하여 확장하는 은유, 이른바 "형이상학적인 비유(Metaphysical conceit)"의 달인으로 유명해졌다. 그의 작품은 삶과 그 기쁨에 대한 건강한 욕구를 암시하며, 깊은 감정들을 표출한다. 그는 이를 기발한 비유, 재치, 지성을 통해 이루었으며, 《떠오르는 태양》(The Sun Rising)과 《내 심장을 두드려라》(Batter My Heart)에서 이를 잘 보여주고 있다.
엘리자베스 시대의 다른 시, 예를 들어 "장미"와 "애인"과 밀접한 관련이 있는 것을 진부한 표현으로 대비하는 페트라르카 풍의 비유와 달리 형이상학적 비유는 대비되는 것들 사이에 큰 차이가 있다. 던의 비유 중 가장 유명한 것은 《슬픔을 금하고》(A Valediction : Forbidding Mourning)라는 글에서 헤어진 ‘두 연인’과 나침반의 ‘두 바늘’을 대비한 것이다.
던의 작품은 풍부한 기지와 역설과 미묘한 너스레, 그러나 주목할 만한 비유를 포함한다. 던의 작품은 때로 사랑과 인간의 모티브에 대해 냉소적이다. 그의 시의 일반적인 테마는 사랑(특히 그 인생 초기), 죽음 (특히 아내의 죽음), 그리고 종교이다.
존 던의 시는 고전적 형식에서, 더 개인적 시의 형식으로 방향 전환하고 있다. 시의 운율도 일상 회화와 매우 유사하고, 신경질적 리듬으로 구축되어 있다 (그 점을 꼬집어 고전적 자질을 가진 벤 존슨은 “악센트를 지키지 않는 던은 교수형 감이다”라고 비난했다). 신고전주의 시인들은 던의 형이상학적 비유를 은유의 오용으로 주시했다. 콜리지나 브라우닝 같은 낭만주의자에게 던은 재평가되었다. 20세기 초반에는 반낭만주의자인 T. S. 엘리엇도 그를 높이 평가했다.
1999년에 퓰리처상 희곡 부문을 수상한 마거릿 에도슨의 《위트》는 존 던의 시를 이야기의 핵심에 두고 있다.

## 작품

### 시
- Poems (1634)
- Poems on Several Occasions (2001)
- Love Poems (1905)
- John Donne: Divine Poems (Holy Sonnets 포함), Sermons, Devotions and Prayers (1990)
- The Complete English Poems (1991)
- John Donne's Poetry (1991)
- John Donne: The Major Works (2000)
- The Complete Poetry and Selected Prose of John Donne (2001)

### 산문
- 《여섯 설교》 Six Sermons (1633)
- 《50 설교》 Fifty Sermons (1649)
- Paradoxes, Problemes, Essayes, Characters (1652)
- Essayes in Divinity (1651)
- Sermons Never Before Published (1661)
- John Donne's 1622 Gunpowder Plot Sermon (1996)
- Devotions Upon Emergent Occasions and Death's Duel (1999; first published in 1624)

### 비평
- John Carey, John Donne: Life, Mind and Art, (London 1981)
- A. L. Clements (ed.) John Donne's Poetry (New York and London, 1966)
- Stevie Davies, John Donne (Northcote House, Plymouth, 1994)
- T. S. Eliot, "The Metaphysical Poets", Selected Essays, (London 1969)
- G. Hammond (ed.) The Metaphysical Poets: A Casebook, (London 1986)
- Sir Geoffrey Keynes, Bibliography of Donne, (Cambridge, 1958)
- George Klawitter, The Enigmatic Narrator: The Voicing of Same-Sex Love in the Poetry of John Donne (Peter Lang, 1994)
- Arthur F. Marotti, John Donne, Coterie Poet, (Madison: University of Wisconsin Press, 1986)
- H. L. Meakin, John Donne's Articulations of the Feminine, (Oxford, 1999)
- Joe Nutt, John Donne: The Poems, (New York and London 1999)
- E.M. Simpson, A Study of the Prose Works of John Donne, (Oxford, 1962)
- C. L. Summers and T. L. Pebworth (eds.) The Eagle and the Dove: Reassessing John Donne (Columbia: University of Missouri Press, 1986)
- John Stachniewski, The Persecutory Imagination, (Oxford, 1991)
- Ceri Sullivan, The Rhetoric of the Conscience in Donne, Herbert, and Vaughan (Oxford 2008)
- James Winny, A Preface to Donne (New York, 1981)
- Francis William Teodoro, A New Tomorrow Needs Us
- James Lyle Canda, Someone is Needing My Love
- Pauline T.C Algas, Two Against My One Heart

## 같이 보기
- 성공회
- 영국 문학

## 참고 문헌
- Bald, Robert Cecil (1970). 《John Donne, a Life》. Oxford University Press.
- Bloom, Harold (2004). 《The Best Poems of the English Language: From Chaucer Through Frost》. New York: HarperCollins. ISBN 978-0-06-054041-8.
- Brooks, Cleanth (2004). 〈The Language of Paradox〉.   Rivkin, Julie; Ryan, Michael. 《Literary Theory: An Anthology》 2판. Wiley. 28–39쪽. ISBN 978-1-4051-0696-2.
- Crockett, Bryan (2015). 《Love's Alchemy》. Cengage Gale. ISBN 978-1-4328-3025-0.
- Dickason, Christie (2011). 《The Noble Assassin》. HarperCollins Publishers. ISBN 978-0-00-738381-8.
- Donne, John (1633). 《Poems, by J.D. With elegies on the authors death》. London: Iohn Marriot.
- Dryden, John (1693). 《A Discourse Concerning the Original and Progress of Satire》. London.
- Durant, Will; Durant, Ariel (1961). 《The Age of Reason Begins: A History of European Civilization in the Period of Shakespeare, Bacon, Montaigne, Rembrandt, Galileo, and Descartes: 1558–1648》. New York: Simon and Schuster. ISBN 978-0-671-01320-2.
- Greenblatt, Stephen (2006). 《The Norton Anthology of English Literature Major Authors Edition: The Middle Ages Through the Restoration And the Eighteenth Century》. Norton. ISBN 978-0-393-92830-3.
- Greenblatt, Stephen, 편집. (2012). 〈John Donne, 1572–1631〉. 《Norton Anthology of English Literature》. Vol B 9판. New York: Norton. ISBN 9780393912500.
- Haran, Maeve (2009). 《The Lady and the Poet》. Pan Macmillan. ISBN 978-0-330-50538-3.
- Long, William J. (2013). 《English Literature: Its History and Significance for the Life of the English-Speaking World》. Start Classics. ISBN 978-1-62793-876-1.
- Kunitz, Stanley; Haycraft, Howard, 편집. (1952). 《British Authors Before 1800: A Biographical Dictionary》. New York: Wilson. ISBN 978-0-8242-0006-0.
- Maxton, Hugh (1983). “Josef Brodsky and "The Great Elegy for John Donne"”. 《The Crane Bag》 7 (1): 62–64. JSTOR 30060547.
- Sherwood, Terry Grey (1984). 《Fulfilling the Circle: A Study of John Donne's Thought》. University of Toronto Press. ISBN 978-0-8020-5621-4.
- Walton, Izaak (1888) [1658]. 《Izaak Walton's Lives of John Donne, Henry Wotton, Richard Hooker and George Herbert》. London: George Routledge and Sons.
- Walton, Izaak (1999). 《Devotions Upon Emergent Occasions: And, Death's Duel》. Vintage Books. ISBN 978-0-375-70548-9.